# Ozarba epimochla
Ozarba epimochla är en fjärilsart som beskrevs av George Thomas Bethune-Baker 1911. Ozarba epimochla ingår i släktet Ozarba och familjen nattflyn. Inga underarter finns listade i Catalogue of Life.